# Edgar Chadwick

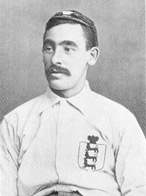
Edgar Chadwick

Edgar Wallace Chadwick (Blackburn, 14 juni 1869 – aldaar, 14 februari 1942) was een Engels voetballer en trainer.
Hij speelde van 1888 tot 1899, op de linkerflank, voor Everton FC, en werd een van hun eerste grote sterren. In 1891 werd hij landskampioen. Chadwick speelde ook voor andere clubs, waaronder Liverpool FC (1902-1904) en Blackpool FC. Hij kwam zeven keer uit voor het Engels voetbalelftal, waarin hij driemaal scoorde.
In 1908 werd Chadwick door de KNVB benaderd om trainer te worden van het Nederlands elftal. De geleerden zijn het erover oneens of hij, of zijn voorganger Cees van Hasselt, beschouwd mag worden als eerste bondscoach. Van Hasselt geldt voor een aantal meer als een goedwillende amateur dan als een echte coach.
Chadwick trad aan als coach van Oranje na het debacle van Houtrust, waar Nederland met 8-1 van Engelse amateurs verloor. Zijn taak was het elftal klaar te stomen voor de Olympische Zomerspelen 1908 in Londen, en dat lukte redelijk. Aangezien Hongarije, dat tegenstander in de eerste ronde zou zijn, had afgehaakt, plaatste Nederland zich automatisch voor de halve finale. Daarin werd weer van Engeland verloren, maar met een minder dramatische 4-0. De wedstrijd om het brons, tegen Zweden, werd met 2-0 gewonnen, waardoor het eerste internationale succes van Oranje een feit was.
Chadwick leidde het Nederlands elftal tijdens 24 wedstrijden (meestal vriendschappelijke tegen België) waarvan er 14 gewonnen werden. De prestaties gingen onder zijn trainerschap vooruit. Weliswaar werd in 1909 andermaal dik van Engeland verloren, maar tegen België, Duitsland en Zweden werden goede resultaten gehaald.

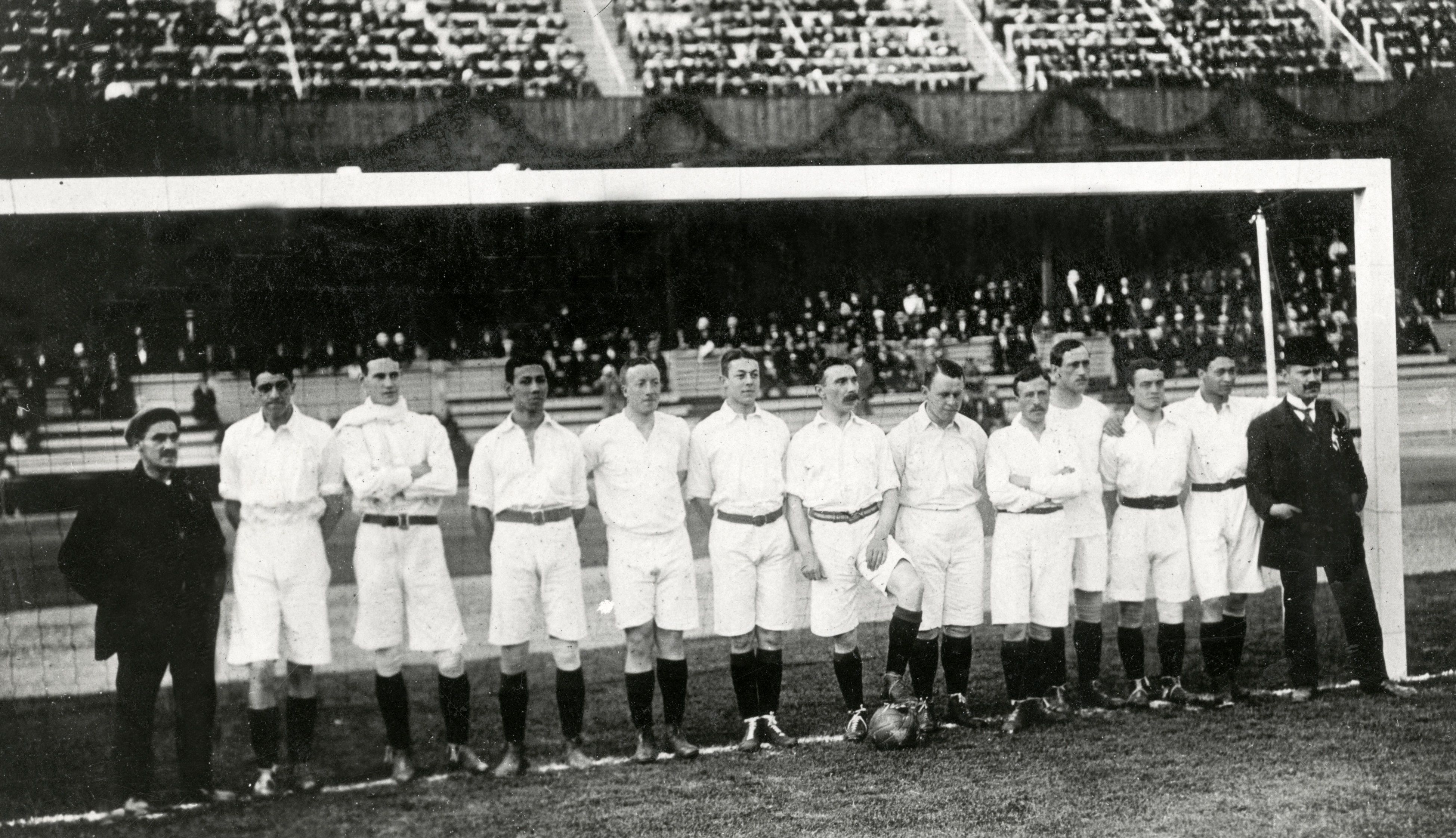
Chadwick (links) met het Nederlands voetbalteam tijdens de Olympische Spelen van 1912

Tijdens de Olympische Zomerspelen 1912 in Stockholm (waar elf ploegen aan meededen, tegen slechts zes in 1908) won Oranje van Zweden en Oostenrijk, verloor in de halve finale van Denemarken, en verpletterde in de wedstrijd om het brons Finland met 9-0. Jan Vos scoorde vijf keer.
Maar het grootste succes van Chadwick als bondscoach kwam op 24 maart 1913. Opnieuw op Houtrust, het terrein van HBS, werd gespeeld tegen de Engelse amateurs. Het werd een 2-1-overwinning, door twee goals van Huug de Groot. Zelfs de Engelse topspeler Vivian Woodward moest na afloop toegeven: "The best team won."
Chadwick leidde het Nederlands elftal daarna nog één wedstrijd, in november van dat jaar, toen de Engelsen in eigen huis revanche haalden. Tijdens zijn periode als bondscoach liet Chadwick zich driemaal voor één wedstrijd vervangen: in 1910 door Jimmy Hogan, in 1912 door Fred Warburton en in 1913 door Tom Bradshaw.
Chadwick was vervolgens ook trainer van Sparta, waarmee hij in 1915 landskampioen werd.